# Mareike Engels
Mareike Engels (* 6. Juli 1988 in Weener) ist eine deutsche Politikerin der Partei Bündnis 90/Die Grünen Hamburg und Mitglied der Hamburgischen Bürgerschaft.
Engels ist eine der beiden Sprecherinnen der Bundesarbeitsgemeinschaft Frauenpolitik der Grünen. Ihre politischen Schwerpunkte sind Sozialpolitik sowie Frauen- und Genderpolitik. Mitte April 2015 rückte sie für Till Steffen in die 21. Hamburgische Bürgerschaft nach.

## Leben
Nach dem Abitur 2008 am Teletta-Groß-Gymnasium Leer war Engels hauptamtlich Projektleiterin der Jugendmedientage 2009 in Hannover.
Seit Oktober 2009 studierte Engels Soziologie an der Universität Hamburg. 2013 erhielt sie ihren Bachelor-Abschluss als Bachelor of Arts in Soziologie und Geschichte. Im Anschluss begann sie ihr Master-Studium. Von 2009 bis 2015 war sie Studienstipendiatin der Heinrich-Böll-Stiftung.
Engels lebt in Hamburg.

## Politik
Engels trat 2008 der Grünen Jugend und 2009 den Grünen bei. Seit Juli 2009 engagiert sie sich bei der Grünen Jugend Hamburg und dem Landesverband Hamburg der Partei Bündnis 90/Die Grünen.
Ab 2011 engagierte sie sich in der Landesarbeitsgemeinschaft Frauenpolitik, deren Sprecherin sie von 2013 bis 2015 war. Im Jahr 2012 wurde sie Delegierte der Landesarbeitsgemeinschaft in die Bundesarbeitsgemeinschaft Frauenpolitik. Seit Herbst 2013 ist sie deren Co-Sprecherin. Engels war in der 20. Legislatur für die Grünen Deputierte der Behörde für Gesundheit und Verbraucherschutz.
Von 2009 bis 2012 war sie Mitglied im Landesvorstand der Grünen Jugend Hamburg, 2010 bis 2012 als Landessprecherin. In dieser Funktion sprach sie sich nach dem Rücktritt Ole von Beusts im Sommer 2010 für ein Ende der schwarz-grünen Koalition in Hamburg aus.
Engels kandidierte bei der Bürgerschaftswahl 2011 im Wahlkreis Blankenese für die Grünen auf dem dritten Wahlkreislistenplatz.
Bei der Bürgerschaftswahl 2015 kandidierte sie auf Platz 5 der Landesliste der Grünen und auf Platz 2 der Wahlkreisliste Altona, errang jedoch kein Mandat in die Bürgerschaft.
Nach Abschluss der Koalitionsverhandlungen für den rot-grünen Senat wurde Till Steffen erneut zum Justizsenator berufen. Engels rückte für ihn in die 21. Bürgerschaft nach. Sie ist Sprecherin für Soziales, Frauen und Gleichstellung und Obfrau im Sozialausschuss. Anfang April 2019 wurde Engels zur stellvertretenden Fraktionsvorsitzenden gewählt.
Engels war von 2013 bis 2015 Mitglied im Programmbeirat des Vereins „umdenken Heinrich-Böll-Stiftung Hamburg e.V.“.
Am 23. Februar 2020 gelang Engels erneut der Einzug in die Hamburgische Bürgerschaft. Seit dem 24. Juni 2020 ist sie Vizepräsidentin der Bürgerschaft.